# Sheena Tosta
Sheena Tosta, född Johnson den 1 oktober 1982 i Camden, New Jersey, USA är en amerikansk friidrottare som tävlar i häcklöpning.
Tostas första internationella mästerskap var de Olympiska sommarspelen 2004 i Aten där hon slutade fyra i finalen på 400 meter häck. Vid samma tillfälle noterade hon sitt personliga rekord som lyder på 52,95 och hon tillhör den lilla skara som sprungit distansen under 53 sekunder. Tosta deltog även vid VM 2007 i Osaka men där blev hon utslagen i semifinalen.
Hennes främsta merit kom vid Olympiska sommarspelen 2008 i Peking där hon slutade tvåa på 400 meter häck efter Jamaicas Melaine Walker.
Tosta har studerat på UCLA, och bor i Los Angeles där hon tränas av Bob Kersee. Sedan mars 2008 är hon gift med Joey Tosta.